# Port lotniczy Matei
Port lotniczy Matei (IATA: TVU, ICAO: NFNM) – port lotniczy położony na wyspie Taveuni, należącej do Fidżi.